# شهر تپه سی
شهر تپه سی مربوط به هزاره اول - دوران‌های تاریخی پس از اسلام است و در شهرستان بیله‌سوار، بخش مرکزی، روستای قیز قلعه سی واقع شده و این اثر در تاریخ ۷ مهر ۱۳۸۱ با شمارهٔ ثبت ۶۱۹۸ به‌عنوان یکی از آثار ملی ایران به ثبت رسیده است.